# کی۲۵۲ای
کی۲۵۲ای (به انگلیسی: K252a) یک ترکیب شیمیایی با شناسه پاب‌کم ۳۰۳۵۸۱۷ است. 